# Dale Spender
Pour les articles homonymes, voir Spender.
Dale Spender, née le 22 septembre 1943 et morte le 21 novembre 2023,, est une féministe australienne. Elle est également enseignante, écrivaine et consultante. 

## Jeunesse
Spender naît à Newcastle, ville australienne de Nouvelle-Galles du Sud. Elle est la nièce de l'auteur de romans policiers Jean Spender (1901–1970). Ainée de sa fratrie, elle fréquente l'école pour filles de Burwood à Sydney, et elle est photographiée sur une publicité de « Miss Kodak ». Dans les années 1960, après son master, elle enseigne l'anglais à l'école de garçons de Meadowbank, dans la banlieue nord-ouest de Sydney, puis la littérature anglaise à l'école de Dapto. Elle donne des cours à l'université James-Cook en 1974, avant de vivre à Londres et de publier son livre : Man Made Language (L'homme fit le langage), en 1980.

## Carrière
Le livre Man Made Language (1980), se base sur les recherches de Spender effectuées dans le cadre de son doctorat. L'argument déployé est que les hommes contrôlent le langage et qu'il travaille donc en leur faveur : « Le langage forme les limites de notre réalité. C'est notre façon d'ordonner, de classifier et de manipuler le monde ». Ainsi, selon elle, quand les hommes se perçoivent en tant que genre, les femmes désobéissantes qui ne se conforment pas à leur rôle inférieur sont étiquetées anormales, amorales, névrosées ou frigides. Spencer établit un parallèle avec la façon dont les termes désobligeants sont utilisés pour maintenir le racisme. Man Made Language illustre comment le déterminisme linguistique se conjugue avec le déterminisme économique pour opprimer les femmes dans la société, et met à disposition une large palette analytique pour le faire. Le livre explore les préjugés de déficience des femmes, leur réduction au silence, l'intimidation et l'assignation à un genre.
En 1991, Spender publie une parodie littéraire, The Diary of Elizabeth Pepys (Le journal d'Élizabeth Pepys). Ce livre, qui est supposé avoir été écrit par l'épouse du diariste anglais Samuel Pepys, est une critique de la vie des femmes au XVIIe siècle à Londres.
Spender est à l'origine, avec une autre personne, de la base de données WIKED (Women's International Knowledge Encyclopedia and Data, en français base de données internationale et encyclopédique du savoir des femmes). Elle est éditrice fondatrice des séries Athene et de la Pandora Press, et responsable de publication de la Penguin Australian Women's Library (Collection australienne Penguin des femmes), et éditrice associée de la série des femmes remarquables (Royaume-Uni). 
Spender se préoccupe des aspects de propriété intellectuelle et des effets des nouvelles technologies. Selon ses propres termes, ils constituent des perspectives de nouvelles richesses et de nouveaux apprentissages. Durant neuf ans, elle dirige l'Agence pour les droits d'auteurs (Copyright Agency Limited - CAL) en Australie, et elle en est la présidente de 2000 à 2004.  Elle s'implique aussi avec le programme Seconde Chance, qui soutient les femmes sans domicile fixe en Australie. 

## Vie privée
Elle était en couple avec Ted Brown depuis plus de trente ans. Le couple n'a pas eu d'enfants. Elle s'habillait en violet, un choix qu'elle avait fait en référence symbolique au mouvement des suffragettes. Elle résidait à Brisbane, en Australie.

## Publications
- Man Made Language (Routledge & Kegan Paul, 1980)
- Invisible Women: The Schooling Scandal (1982)
- Feminist Theorists: Three Centuries of Women's Intellectual Traditions (Women's Press 1983) Editor. From Aphra Benn (1640–1689) to Simone De Beauvoir (1908 -1986)
- There's Always Been a Women's Movement in the Twentieth Century (1983)
- Time and Tide Wait for No Man (ed., 1984)
- For the Record: The Making and Meaning of Feminist Knowledge (Women's Press, 1985)
- Mothers of the Novel: 100 Good Women Writers Before Jane Austen (1986).
  - Series editor for Pandora Press "Mothers of the Novel" series (1986–1989)
- Scribbling Sisters (1987)
  - Treats pioneers of the novel like Lady Mary Wroath, Anne Weamys, Katherine Philips, Anne Clifford, Lucy Hutchinson, Anne Fanshawe, Margaret Cavendish, Aphra Behn, Delarivière Manley, Eliza Haywood, as well as the achievements of Sarah Fielding, Charlotte Lennox, Elizabeth Inchbald, Charlotte Turner Smith, Ann Radcliffe, Mary Wollstonecraft, Mary Hays, Frances Burney, Maria Edgeworth, Lady Morgan, Amelia Opie, and Mary Brunton. She also provides a list of 106 women novelists before Jane Austen.
- Writing a New World: Two Centuries of Australian Women Writers (Penguin Books, 1988)
- The Writing or the Sex?, Or, Why You Don't Have to Read Women's Writing to Know It's No Good (1989)
- Nattering on the Net: Women, Power and Cyberspace (Spinifex, 1995)
- Women of ideas and what men have done to them: From Aphra Behn to Adrienne Rich (1992)
- Living by the Pen: Early British Women Writers